# ジャン・ド・リュクサンブール (ブリエンヌ伯)
ジャン・ド・リュクサンブール（Jean de Luxembourg(-Ligny), 1370年 - 1397年）は、北フランスのボールヴォワールとリシュブール（Richebourg）の領主（1371年 - 1397年）。結婚によりブリエンヌ伯およびコンヴェルサーノ伯（1394年 - 1397年）を相続した。ブリエンヌ伯としては「ジャン2世（Jean II）」と数えられる。サン＝ポル伯およびリニー伯ギーとその妻マオー・ド・シャティヨンの間の息子。
1387年、ブリエンヌ伯およびコンヴェルサーノ伯ルイ1世の娘マルグリット・ダンギャンと結婚し、間に5人の子女をもうけた。
- ピエール（1390年 - 1433年） - ブリエンヌ伯、コンヴェルサーノ伯、サン＝ポル伯
- ルイ（1391年 - 1443年） - テルアーヌ司教、ルーアン大司教、枢機卿
- ジャン（1392年 - 1441年）- ギーズ伯、リニー伯
- カトリーヌ（生没年不明）
- ジャンヌ（? - 1420年） - ルイ・ド・ジステル（Louis de Ghistelles）と結婚、ヘント城伯ジャン4世（ドイツ語版）と再婚

## 引用
1. ↑  “Ct Jean of Luxemburg in Ligny”.   genealogy.eu (2004年4月13日). 2013年1月14日閲覧。